# Macrosporiella dozyoides
Macrosporiella dozyoides là một loài Rêu trong họ Leucodontaceae. Loài này được (Broth. & Paris) Nog. mô tả khoa học đầu tiên năm 1947.